# Karkom
Karkom (hebr. ‏כרכום‎) – wieś położona w Samorządzie Regionu Mewo’ot ha-Chermon, w Dystrykcie Północnym, w Izraelu.
Leży na północ od Jeziora Tyberiadzkiego, w północnej części Górnej Galilei.

## Historia
Osada została założona w 1986.